# Цицеруха
Цицеруха — деревня в Рамешковском районе Тверской области.

## География
Находится в восточной части Тверской области на расстоянии приблизительно 3 км по прямой на север от районного центра поселка Рамешки.

## История
Упоминалась в 1627—1629 годах как пустошь. 1859 году в русской казенной деревне Цицеруха 23 двора, в 1887 — 26. В советское время работали колхозы «Общий труд» и «Прогресс». В 2001 году в деревне 5 домов постоянных жителей и 12 — собственность наследников и дачников. До 2021 входила в сельское поселение Некрасово Рамешковского района до их упразднения.

## Население
Численность населения: 136 человек (1859 год), 171 (1887), 226 (1936), 16 (1989), 9 (русские 78 %) в 2002 году, 11 в 2010.